# مارتن كومان
مارتن كومان هو لاعب كرة قدم هولندي سابق، لعب مباراة دولية واحدة فقط لصالح المنتخب الهولندي.
ولديه إروين كومان ورونالد كومان أيضا لعبا كرة القدم وهما حاليا مدربان.